# Boynextdoor
Boynextdoor (кор. 보이넥스트도어, Boinekseuteudoeo) — південнокорейський бой-бенд, створений KOZ Entertainment, дочірньою компанією Hybe. Гурт складається з шести учасників: Сонхо, Ріу, Джехьона, Тесана, Ліхана та Унхака. Гурт дебютував 30 травня 2023 року з сингл-альбомом Who!.

## Назва
Boynextdoor означає, що учасники гурту будуть доброзичливими і доступними, як хлопчики, які живуть по сусідству.

## Кар'єра

### 2023–дотепер: дебют зWho!
12 квітня 2023 року KOZ Entertainment оголосили про створення свого першого хлопчачого гурту через серію кліпів на YouTube. Наступного місяця, 14 травня 2023 року, у соціальних мережах компанія випустила серію рухомих профілів кожного учасника майбутнього гурту.
23 травня 2023 року Boynextdoor випустили свій преддебютний сингл «But I Like You», який є однією з трьох пісень з їхнього дебютного сингл-альбому. Після цього 26 травня відбувся реліз кліпу на «One and Only». 30 травня 2023 року Boynextdoor дебютували з сингл-альбомом Who! і з головним треком «Serenade». Зіко, який є генеральним директором їхньої компанії KOZ Entertainment, взяв участь у створенні альбому, а учасники Джехьон, Тесан і Унхак взяли участь у створенні та написанні текстів для «Serenade» і «But I Like You».

## Учасники
Профілі учасників адаптовані з офіційного сайту.
- Сонхо (성호)
- Ріу (리우)
- Джехьон (명재현) — лідер[9]
- Тесан (태산)
- Ліхан (이한)
- Унхак (운학)

## Дискографія

### Мініальбоми
| Назва | Деталі                                                                                                   | Пікові позиції у чартах | Пікові позиції у чартах | Пікові позиції у чартах | Пікові позиції у чартах | Продажі                                    | Сертифікації     |
| Назва | Деталі                                                                                                   | KOR                     | JPN                     | JPN Hot                 | US                      | Продажі                                    | Сертифікації     |
| ----- | --- | ----------------------- | ----------------------- | ----------------------- | ----------------------- | ------------------------------------------ | ---------------- |
| Why.. | - Реліз: 4 вересня 2023 - Лейбл: KOZ Entertainment - Фомрат: CD, цифрове завантаження, стриминг          | 3                       | 3                       | 3                       | 162                     | - Південна Корея: 517,564 - Японія: 45,708 | - KMCA: Platinum |
| How?  | - Реліз: 15 квітня 2024 - Лейбл: KOZ Entertainment, YG Plus - Формат: CD, цифрове завантаження, стриминг | 1                       | 1                       | 1                       | 93                      | - Південна Корея: 685,384 - Японія: 76,786 |                  |

### Сингл-альбоми
- JPN: 19,849[19]

| Назва | Деталі | Пікові позиції у чартах | Продажі                   |
| Назва | Деталі | KOR                     | Продажі                   |
| ----- | --- | ----------------------- | ------------------------- |
| Who!  | - Реліз: 30 травня 2023 - Лейбл: KOZ Entertainment - Формат: CD, цифрове завантаження Трек-лист 1. «돌아버리겠다 (But I Like You)» 2. «One and Only» 3. «Serenade» | 5                       | - Південна Корея: 250,504 |
| And   | - Заплановано: 10 липня 2024 - Лейбл: Universal Music Japan - Формат: CD, цифрове завантаження, стриминг                                                           | В очікуванні            | В очікуванні              |

### Сингли
| Назва                                                                            | Рік  | Пікові позиції у чартах | Альбом |
| Назва                                                                            | Рік  | KOR                     | Альбом |
| -------------------------------------------------------------------------------- | ---- | ----------------------- | ------ |
| «But I Like You» (кор. 돌아버리겠다)                                             | 2023 | —                       | Who!   |
| «One and Only»                                                                   | 2023 | —                       | Who!   |
| «Serenade»                                                                       | 2023 | —                       | Who!   |
| «But Sometimes» (кор. 뭣 같아)                                                   | 2023 | 96                      | Why..  |
| «Earth, Wind & Fire»                                                             | 2024 | 85                      | How?   |
| «—» релізи, що не потрапили у чарти або не були випущені у відповідних регіонах. |      |                         |        |

### Інші пісні у чартах
| Назва                               | Рік  | Пікові позиції у чартах | Альбом |
| Назва                               | Рік  | KOR Down.               | Альбом |
| ----------------------------------- | ---- | ----------------------- | ------ |
| «Crying»                            | 2023 | 51                      | Why..  |
| «ABCDLove»                          | 2023 | 52                      | Why..  |
| «Our»                               | 2024 | 26                      | How?   |
| «Amnesia»                           | 2024 | 32                      | How?   |
| «So Let's Go See the Stars»         | 2024 | 27                      | How?   |
| «Life Is Cool»                      | 2024 | 31                      | How?   |
| «Dear. My Darling»                  | 2024 | 33                      | How?   |
| «Earth, Wind & Fire» (English Ver.) | 2024 | 38                      | How?   |

## Відеографія

### Музичні кліпи
| Назва                | Рік  | Режисер(и)                            | Нотатки                   | Прим.  |
| -------------------- | ---- | ------------------------------------- | ------------------------- | ------ |
| «But I Like You»     | 2023 | Han Sa-min (Dextor-Lab)               | Предебютний музичній кліп | [ 24 ] |
| «One and Only»       | 2023 | Seo Dong-hyeok (Flipevil)             | Предебютний музичній кліп | [ 25 ] |
| «Serenade»           | 2023 | Han Sa-min (Dextor-Lab)               | Дебютний музичний кліп    | [ 26 ] |
| «But Sometimes»      | 2023 | Rima Yoon, DJ Jang (Rigend Film)      | Н/Д                       | [ 27 ] |
| «ABCDLove»           | 2023 | Ha Jung-hoon, Lee Hye-sung (Hattrick) | Н/Д                       | [ 28 ] |
| «Earth, Wind & Fire» | 2024 | Rima Yoon, DJ Jang (Rigend Film)      | Н/Д                       | [ 29 ] |

## Фільмографія

### Реаліті-шоу
| Рік       | Назва               | Нотатки     | Прим.         |
| --------- | ------------------- | ----------- | ------------- |
| 2023      | Boynextdoor Tonight | Дебютне шоу | [ 30 ]        |
| 2023–2024 | Fun Next Door       | 1–2 сезон   | [ 31 ] [ 32 ] |
| 2023      | BoyNextDoor 2night  | Камбек-шоу  |               |
| 2023      | What's Door         | Вар'єте     |               |
| 2024      | BoyNextDoor Toni3ht | Камбек-шоу  |               |

## Нагороди і номінації
| Нагорода                    | Рік  | Категорія                     | Номінант / робота | Результат    | Прим.  |
| --------------------------- | ---- | ----------------------------- | ----------------- | ------------ | ------ |
| Brand of the Year Awards    | 2023 | Rookie Male Idol              | BoyNextDoor       | Перемога     | [ 33 ] |
| K Global Heart Dream Awards | 2023 | K Global Super Rookie Award   | BoyNextDoor       | Перемога     | [ 34 ] |
| MAMA Awards                 | 2023 | Artist of the Year            | BoyNextDoor       | У списку     | [ 35 ] |
| MAMA Awards                 | 2023 | Best New Male Artist          | BoyNextDoor       | Номінація    | [ 35 ] |
| MAMA Awards                 | 2023 | Worldwide Fans' Choice Top 10 | BoyNextDoor       | Номінація    | [ 35 ] |
| Seoul Music Awards          | 2024 | Rookie of the Year            | BoyNextDoor       | В очікуванні | [ 36 ] |
| The Fact Music Awards       | 2023 | Global Hottest Award          | BoyNextDoor       | Перемога     | [ 37 ] |

## Нотатки
1. ↑  Сингл «But I Like You» не потрапив у Circle Digital Chart, але посів 70 місце у Download Chart[22].
2. ↑  Сингл «One and Only» не потрапив у Circle Digital Chart, але посів 61 місце у Download Chart[22].
3. ↑  Сингл «Serenade» не потрапив Circle Digital Chart, але посів 73 місце у Download Chart[22].